# Liên bộ Cá đuối
Liên bộ Cá đuối (danh pháp khoa học: Batoidea) là một liên bộ cá sụn chứa khoảng trên 500 loài đã miêu tả trong 13-19 họ. Tên gọi chung của các loài cá trong siêu bộ này là cá đuối, cá ó, cá đao, nhưng tên gọi cá đuối là phổ biến hơn cả và chủ yếu áp dụng cho các loài cá trong bộ Rajiformes, hay "cá đuối thật sự". Các dạng cá đuối bao gồm cá đuối bông, cá đuối thường, cá đuối điện, cá giống và cá đao.
Cá đuối thân tròn, hình trụ, đuôi dài, đầu nhỏ, thân cá đuối hình lục giác và tròn. Đặc điểm chung của cá đuối là xương sụn, hình dẹt, đầu thân mắt bụng xếp tròn nhìn trông giống chiếc quạt, đuôi cá dài ra ngoài như cái cán quạt. Do thân cá được cấu tạo từ chất sụn cứng và đàn hồi nên thịt cá ngon và cho nhiều dinh dưỡng. Cá đuối còn là nguyên liệu để chế biến thành nhiều món ăn, thịt cá dai, kèm theo sụn với phần da óng ánh tươi xanh, phần thịt trắng tinh, cá đuối giàu đạm, nhiều chất bổ, thịt đã béo lại bùi thơm.
Nhiều con cá đuối có nọc hay gai thậm chí là gai có độc như các loài cá đuối gai độc. Giống như cá voi tấm sừng hàm và cá mập voi, vài loài cá đuối là loài ăn lọc, nhưng đa số ăn thịt. Bộ phận hàm lọc thường bị săn làm vị thuốc cho người Trung Quốc. Chúng thường có khuynh hướng di chuyển gần bờ, giữ khoảng cách trong vòng 320 km so với bờ biển, quanh quẩn gần lộ trình của tàu bè trong nỗ lực săn sinh vật phù du và trứng cá. Có những con cá đuối khổng lồ có trọng lượng lên đến 7 tạ.

## Giải phẫu
Các loài cá đuối là cá có cơ thể bẹt, và, giống như cá nhám và cá mập, là các loài cá sụn chủ yếu sinh sống ngoài biển, nghĩa là chúng có bộ xương không cấu tạo từ chất xương mà là từ chất sụn cứng và đàn hồi. Phần lớn các loài cá đuối có 5 lỗ huyệt cơ thể giống như khe hẹp ở bụng, gọi là các khe mang dẫn tới các mang, nhưng họ Hexatrygonidae có 6 lỗ huyệt. Các khe mang của các loài cá đuối nằm dưới các vây ngực trên mặt bụng, trong khi ở cá nhám và cá mập thì các khe mang ở hai bên đầu. Phần lớn các loài cá đuối có thân phẳng, giống như cái đĩa bẹt, với ngoại lệ là cá giống và cá đao, trong khi phần lớn các loài cá nhám có cơ thể thuôn động học. Nhiều loài cá đuối có các vây ngực phát triển thành các phần phụ rộng và bẹt, giống như cánh. Chúng không có vây hậu môn. Các mắt và các lỗ thở nằm trên đỉnh đầu.

## Hành vi
Phần lớn các loài cá đuối sống tại đáy biển, trong các khu vực địa lý khác nhau - nhiều loài trong vùng nước ven bờ, một vài loài tại vùng biển sâu tới độ sâu ít nhất là 3.000 m (9.800 ft), phần lớn các loài cá đuối có sự phân bố rộng khắp thế giới, trong các môi trường nhiệt đới và cận nhiệt đới, ôn đới hay vùng nước lạnh. Chỉ vài loài, như cá ó nạng hải (Manta birostris), là sinh sống ngoài biển khơi, và chỉ vài loài sinh sống trong vùng nước ngọt. Một số loài cá đuối có thể sống trong các vùng nước lợ và cửa sông. Các loài cá đuối sinh sống tại tầng đáy thở bằng cách lấy nước vào thông qua các lỗ thở, chứ không phải thông qua miệng như phần lớn các loài cá khác vẫn làm, và đẩy nước qua các mang ra ngoài.

## Thức ăn
Phần lớn các loài cá đuối có các răng phát triển, nặng, thuôn tròn để nghiền mai hay vỏ của các loài sinh vật tầng đáy như ốc, trai,sên biển, hàu, động vật giáp xác, và một vài loài cá, phụ thuộc vào từng loài. Cá ó nạng hải ăn các thức ăn là động vật phù du.

## Phân loại
Phân loại liên bộ Cá đuối hiện tại đang được tích cực sửa đổi. Fishes of the World của Nelson năm 2006 công nhận 4 bộ. Nhóm Sclerorhynchoidea thuộc đại Trung sinh là cơ sở hoặc incertae sedis; chúng thể hiện các đặc trưng của bộ Rajiformes nhưng có mõm tương tự như của cá đao.

### Bộ Torpediniformes
Cá đuối điện có các cơ quan phát ra điện trong các tấm vây ức. Các cơ quan này được sử dụng để phóng ra tia điện nhằm làm tê liệt con mồi và để phòng ngự. Dòng điện này đủ mạnh để làm con người bất tỉnh, và những người Hy Lạp cùng La Mã cổ đại sử dụng các loài cá này để điều trị chứng đau đầu.
- Họ Narcinidae
- Họ Narkidae (có thể gộp trong họ Narcinidae)
- Họ Hypnidae (có thể gộp trong họ Torpedinidae)
- Họ Torpedinidae (Họ Cá đuối điện)

### Bộ Pristiformes
Cá đao trông giống như cá mập, có đuôi để bơi và các vây ức nhỏ hơn so với phần lớn các loài cá đuối khác. Các vây ức của chúng gắn với phần trên của mang như ở mọi loài cá đuối khác, làm cho chúng có bề ngoài với đầu rộng. Chúng có mõm dài, phẳng với một hàng các tấm răng ở cả hai hàm. Mõm chúng dài tới 1,8 mét (6 ft), và rộng 30 cm (1 ft), được dùng để chém và xiên qua các con cá nhỏ cũng như để thăm dò trong bùn nhằm tìm kiếm các sinh vật ẩn nấp trong đó. Cá đao có thể tiến vào các sông và hồ nước ngọt. Một vài loài dài tới 6 mét (20 ft).
- Họ Pristidae (Họ Cá đao (cá sụn))

### Bộ Rajiformes
- Họ Anacanthobatidae
- Họ Arhynchobatidae
- Họ Rajidae (Họ Cá đuối thường)
- Họ Rhinobatidae (Họ Cá đuối dài)
- Họ Rhinidae (Họ Cá giống, có thể gộp trong họ Rhinobatidae)
- Họ Rhynchobatidae (Họ Cá đuối lưỡi cày, có thể gộp trong họ Rhinobatidae)

### Bộ Myliobatiformes
- Họ Dasyatidae (Họ Cá đuối bông)
- Họ Gymnuridae (Họ Cá đuối bướm)
- Họ Hexatrygonidae (Họ Cá đuối sáu mang)
- Họ Myliobatidae (họ Cá đuối ó)
- Họ Plesiobatidae (Họ Cá đuối biển sâu)
- Họ Potamotrygonidae (Họ Cá đuối sông)
- Họ Urolophidae (Họ Cá đuối tròn)
- Họ Urotrygonidae (Họ Cá đuối tròn Mỹ)
- Họ Platyrhinidae (Họ Cá đuối đĩa, có thể thuộc Rajiformes và gộp trong Rhinobatidae)
- Họ Zanobatidae (Họ Cá đuối quạt, có thể thuộc Rajiformes và gộp trong Rhinobatidae)